# Пірвелі Гаріпулі
Пірвелі Гаріпулі (груз. პირველი გურიფული) — село в Грузії.
За даними перепису населення 2014 року в селі проживає 351 особи.